# Ринолити
Ринолити, носни конкременти или каменчићи (лат. rhinolithiasis - ринолитијаза) су страна тела у носу која могу остати незапажена дужи временски период, а да не изазову знатније тегобе. Најчешће су то мањи секвестри кости, коагулуми крви или слузи, који могу послужити као нуклеус (језгро) око кога се таложе кречне соли из носног секрета (калцијум, магнезијум фосфати и карбонати).

## Етиопатогенеза
Ринолит су каменчижи или страна тела у носу различите велићине и облика који настају таложењем калцијумових соли (карбоната и фосфата), око делова згуснутог носног секрета, крвног угрушка или око језгра који чини остатак страног тела ,нпр. дугмад, мали кликера, комадићи папира или пластелина, делова играчака или семе различитих плодова, које су најчешће даца, угурала у носну шупљину.

## Клиничка слика
У зависности од величине и изгледа ринолита, која може бити различита, зависи и клиничка слика. Својим присуством у носу они доводе до једностране опструкције спољашњњих дисајних путева и ремете норнално дисање. Праћени су мукопурулентном, а понекад и сукрвичавом секрецијом из носа.
Код неких пацијената могу бити узрок отежаног или онемућеног провођења мирисне супстанце до олфактивне регије, што има за последицу кондуктивно оштећења органа мириса.

## Дијагноза
Дијагноза се поставља на основу:
- Анамнезе, у којој пацијент наводи; отежано дисање кроз нос, губитак осећаја мириса и појаву секрета из носа.
- Предње риноскопија, на којој се виде носни конкременти, обично храпаве површине, мрко сиве боје, величине носне шкољке па и већи.[3]
- Рендген графије, на којој се осликава присуство ринолита у носној шупљини.[4][5]

## Терапија
Лечење се заснива се на механичком одстрањењу страног тела из носа, које је понекада потребно здробити пре екстракције (вађења). Ретко се за отстрањење ринолита примењује мања хируршка интервенција. 
Након екстракције конкремента долази до спонтане санације локалних промена у носној шкољци, осим уколико није дошло до перфорације (расцепа) носне преграде.

## Компликације
Могуће компликације каменчића у носу су:
- Синузитис, настаје као последица отежане или немогуће дренаже синуса,
- Перфорација носне преграде, која је као компликација могућа али ретка.